# Scott Boyd
Scott Boyd est un footballeur écossais, né le 4 juin 1986 en Écosse. Il joue au poste de défenseur.

## Biographie
Avec l'équipe de Ross County, il joue 110 matchs en première division écossaise, inscrivant deux buts.
Le 31 janvier 2017, il rejoint le Kilmarnock FC.

## Palmarès
Ross County
- Champion d'Écosse de D2 en 2012
- Vainqueur de la Coupe de la Ligue écossaise en 2016
- Finaliste de la Coupe d'Écosse en 2010